# علی قوام

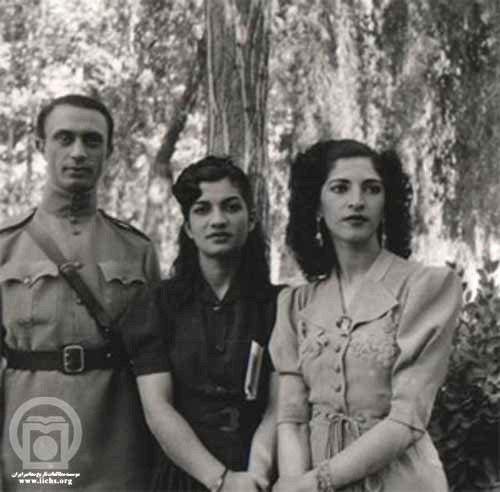
علی قوام در کنار همسر خود شاهدخت اشرف پهلوی و شاهدخت شمس پهلوی.

علی قوام از سیاستمداران ایرانی، فرزند ابراهیم قوام‌الملک و همسر شاه‌دُخت اشرف پهلوی بود. او در دوره‌های  نوزدهم و  بیستم بعنوان نماینده شیراز  در مجلس شورای ملی حضور داشت.

## زندگی‌نامه
علی قوام (١٢٩٣) فرزند ابراهیم قوام  در شیراز متولد شد. او پس از آنکه تحصیلات را به اتمام رساند وارد دانشكده‏ افسرى تهران شد و در ١٣١۶ به درجه‏ افسرى نائل آمد.

او در سال ١٣١٧ با شاهدخت اشرف پهلوی ازدواج کرد و پس از پنج سال از او جدا شد. 